# 澤地久枝
澤地 久枝（さわち ひさえ、1930年9月3日 - ）は、日本のノンフィクション作家、社会運動家。東京都港区青山出身。
編集者を経て『妻たちの二・二六事件』（1972年）で作家に。綿密な取材で、真実に迫る作品を執筆。作品に『火はわが胸中にあり』（1978年）、『もうひとつの満州』（1982年）、『滄海よ眠れ』（1985～86年）など。

## 来歴
大工の長女として生まれる（下に妹と弟）。父親は小学校卒業後伊豆での見習修業を経て大工となり、久枝が4歳の時、家族で満洲へ移住し、吉林市の満鉄社宅で暮らした。1945年、吉林で敗戦を迎え1年間の難民生活の後に日本に引き揚げ山口県立防府高等学校に編入した。
1947年夏に東京に移り焼野原の原宿に建てた6畳のバラックで育つ。
1949年、中央公論社に入社し同社経理部で働きながら旧制都立向丘高等女学校（現・東京都立向丘高等学校）の定時制に一年通い、早稲田大学第二文学部に学ぶ。「万葉集第十四巻東歌研究」を卒論として早大二文を卒業。卒業式には、小学校しか出てないことをコンプレックスにしていた母親を一緒に出席させた。卒業後、優れた能力を買われて『婦人公論』編集部へ移った。将来の編集長と目されていたが、既婚の身でありながら有馬頼義との恋愛事件を起こし、1963年に編集次長を最後に退社。このとき夫と離婚し、退職金をはたいて老母のためにアパートを建て、身一つで有馬と再婚するつもりだったが、この段階で有馬との仲が破綻していた。
その後、五味川純平の資料助手として『戦争と人間』の脚注を担当。1972年の『妻たちの二・二六事件』以後、本格的に執筆を開始し、『密約』（原案は西山事件）、『烙印の女たち』、『あなたに似たひと』、『昭和・遠い日近いひと』、『わが人生の案内人』、『道づれは好奇心』などを執筆した。
『火はわが胸中にあり―忘れられた近衛兵士の叛乱・竹橋事件』で第5回（1978年度）日本ノンフィクション賞、『昭和史のおんな』で第41回（1979年）文藝春秋読者賞受賞。
1985年には日本女性放送者懇談会賞を受賞した。翌年には『滄海よ眠れ』『記録 ミッドウェー海戦』で第34回（1986年）菊池寛賞を受賞した。この2作品ではミッドウェー海戦の日米双方の全戦没者を特定するという前例のない作業に取り組み、完成させている。
『雪はよごれていた』（1988年）では二・二六事件の軍法会議の裁判官であった匂坂春平の残した裁判記録をもとに、事件をめぐる陸軍内部の駆け引きを描き出している。『雪は汚れていた』においては、匂坂春平の子息である匂坂哲郎の談話をもとに「二・二六事件正式裁判記録は東京大空襲で焼失した」としたが、同書刊行後の1988年9月になって公判記録は戦後に連合国軍最高司令官総司令部(GHQ)が押収したのち、返還されて東京地方検察庁に保管されていたことが判明した。
「戦争へと至った昭和史の実相に迫るノンフィクションを著した業績」によって、2008年度朝日賞を受賞した。

## 人物
- 「九条の会」の呼び掛け人の一人[12]。安倍内閣に対する批判に使われたキャッチフレーズ「アベ政治を許さない」の発案者[13]。
- 趣味は陶芸である[1]。
- 1959年に最初の心臓手術、再発して1969年に二度目の心臓手術、1973年に子宮全摘手術、そして1994年に三度目の心臓手術をうけている[14]。
- 1976年に朝日新聞で特集された「ロッキード事件再発防止 私の提案」では、戦後の政治家に対し恥が無くなったと批判するとともに、国民に対しても「戦前は耐えるもの」であったものが「戦後はちょうだいすること」による物乞い民主主義に変化したと指摘。田中角栄の強さは道路を舗装したり橋を作ったというものによるもの、30年かけて主権在民とはこういうことになったと田中政治そのものと背景を批判した。事件を引き戻せる国政審判法みたいなものを作りたいと述べている[15]。

## 著書

### 単著
- 『妻たちの二・二六事件』（1972年、中央公論社→中公文庫）
- 『密約―外務省機密漏洩事件』（1974年、中央公論社→中公文庫→岩波現代文庫）
- 『暗い暦 二・二六事件以後と武藤章』（1975年、エルム→文春文庫）
- 『あなたに似たひと 11人の女の履歴書』（1977年、文藝春秋→文春文庫）
- 『烙印の女たち』（1977年、講談社→講談社文庫→文春文庫）
- 『火はわが胸中にあり 忘れられた近衛兵士の叛乱-竹橋事件』（1978年、角川書店→角川文庫→文春文庫、岩波現代文庫
- 『愛が裁かれるとき』（1979年、文藝春秋→文春文庫）
- 『ぬくもりのある旅』（1980年、文藝春秋→文春文庫）
- 『昭和史のおんな』（1980年、文藝春秋→文春文庫）[注釈 1]
- 『石川節子 愛の永遠を信じたく候』（1981年、講談社→講談社文庫→文春文庫）
- 『おとなになる旅』（1981年、ポプラ社→ポプラ文庫→新潮文庫）
- 『忘れられたものの暦』（1982年、新潮社→新潮文庫）
- 『もうひとつの満洲』（1982年、文藝春秋→文春文庫）
- 『昭和史のおんな 続』（1983年、文藝春秋→文春文庫）
- 『滄海（うみ）よ眠れ ミッドウェー海戦の生と死』（1984年 - 1985年、毎日新聞社・全6巻→文春文庫・全3巻）
- 『別れの余韻』（1984年、文藝春秋→文春文庫）
- 『心だより』（1985年、講談社→講談社文庫）
- 『手のなかの暦』（1985年、文藝春秋→文春文庫）
- 『記録ミッドウェー海戦』（1986年、文藝春秋）
- 『私の青春日めくり』（1986年、講談社→講談社文庫）
- 『ひたむきに生きる』（1986年、講談社現代新書）
- 『雪はよごれていた 昭和史の謎二・二六事件最後の秘録』（1988年、日本放送出版協会）
- 『語りつぐべきこと 澤地久枝対話集』（1988年、岩波書店→同時代ライブラリー）
- 『私のシベリア物語』（1988年、新潮社→新潮文庫）
- 『いのちの重さ 声なき民の昭和史』（1989年、岩波ブックレット）
- 『遊色 過ぎにし愛の終章』（1989年、文藝春秋→文春文庫）[注釈 2]
- 『一九四五年の少女 私の「昭和」』（1989年、文藝春秋→文春文庫）
- 『ベラウの生と死』（1990年、講談社→講談社文庫）
- 『「わたし」としての私』（1991年、大和書房）
- 『家族の横顔』（1991年、講談社→講談社文庫）
- 『苦い蜜 わたしの人生地図』（1991年、文藝春秋→文春文庫）
- 『試された女たち』（1992年、講談社→講談社文庫）
- 『家族の樹 ミッドウェー海戦終章』（1992年、文藝春秋→文春文庫）
- 『画家の妻たち』（1993年、文藝春秋→文春文庫）
- 『男ありて 志村喬の世界』（1994年、文藝春秋）
- 『時のほとりで』（1994年、講談社→講談社文庫）
- 『一千日の嵐』（1995年、講談社）
- 『一人になった繭』（1995年、文藝春秋→文春文庫）
- 『わたしが生きた「昭和」』（1995年、岩波書店→岩波現代文庫）
- 『心の海へ』（1996年、講談社）
- 『昭和・遠い日近いひと』（1997年、文藝春秋→文春文庫）
- 『ボルガいのちの旅』（1997年、日本放送出版協会→NHKライブラリー）
- 『六十六の暦』（1998年、講談社→講談社文庫）
- 『私のかかげる小さな旗』（2000年、講談社→講談社文庫）
- 『琉球布紀行』（2000年、新潮社→新潮文庫）
- 『自決 こころの法廷』（2001年、日本放送出版協会→NHKライブラリー）
- 『愛しい旅がたみ』（2002年、日本放送出版協会）
- 『わが人生の案内人』（2002年、文春新書）
- 『道づれは好奇心』（2002年、講談社→講談社文庫）
- 『好太郎と節子 宿縁のふたり』（2005年、日本放送出版協会）
- 『地図のない旅』（2005年、主婦の友社）
- 『発信する声』（2007年、かもがわ出版）
- 『家計簿の中の昭和』（2007年、文藝春秋→文春文庫）
- 『希望と勇気、この一つのもの 私のたどった戦後』（2008年、岩波ブックレット）
- 『きもの箪笥』（2010年、淡交社）
- 『14歳〈フォーティーン〉満州開拓村からの帰還』（2015年、集英社新書）

### 共著
- 『絲綢の道はるか』（1987年、文藝春秋）共著：安野光雅
- 『昭和を生きて』（1991年、岩波ブックレット）対話：本島等
- 『トルストイの涙』（1992年、エミール社）対話：北御門二郎 のち青風舎
- 『希望の未来へ 市民科学者・高木仁三郎の生き方』（2004年、七つ森書館）共著：鎌田慧、佐高信、久米三四郎、斎藤文一ほか
- 『憲法九条、未来をひらく』井上ひさし,梅原猛,大江健三郎,奥平康弘,小田実,加藤周一, 鶴見俊輔,三木睦子共著 岩波ブックレット 2005
- 『君、殺したまうことなかれ』（2007年、七つ森書館）共著：香山リカ、姜尚中、斎藤貴男、佐高信、高橋哲哉、土井たか子ほか
- 『憲法九条、あしたを変える 小田実の志を受けついで』井上ひさし,梅原猛, 大江健三郎, 奥平康弘, 加藤周一,鶴見俊輔,三木睦子,玄順恵共著 岩波ブックレット 2008
- 『世代を超えて語り継ぎたい戦争文学』（2009年、岩波書店）共著：佐高信
- 『加藤周一のこころを継ぐために』井上ひさし,梅原猛, 大江健三郎, 奥平康弘,鶴見俊輔,成田龍一,矢島翠共著 岩波ブックレット 2009
- 『井上ひさしの言葉を継ぐために』井上ひさし,井上ユリ,梅原猛,大江健三郎, 奥平康弘,鶴見俊輔共著 岩波ブックレット 2010
- 中村哲『人は愛するに足り、真心は信ずるに足る アフガンとの約束』聞き手 岩波書店 2010
- 『原発への非服従 私たちが決意したこと』鶴見俊輔,奥平康弘,大江健三郎共著 岩波ブックレット 2011
- 『日本海軍はなぜ過ったか 海軍反省会四〇〇時間の証言より』半藤一利,戸髙一成共著 岩波書店 2011
- 『ほうしゃせんきらきらきらいだよ 「さようなら原発1000万人署名運動」より』鎌田慧共編著 七つ森書館 2012
- 『いま、憲法の魂を選びとる』大江健三郎, 奥平康弘,三木睦子,小森陽一共著 岩波ブックレット 2013
- 『未来は過去のなかにある 歴史を見つめ、新時代をひらく』保阪正康,姜尚中共著 講談社 《道新フォーラム》現代への視点〜歴史から学び、伝えるもの 2013
- 『平和と命こそ 憲法九条は世界の宝だ』日野原重明,宝田明共著 新日本出版社 2014
- 『憲法九条は私たちの安全保障です。』梅原猛,大江健三郎,奥平康弘,鶴見俊輔,池田香代子,金泳鎬,阪田雅裕共著 岩波ブックレット 2015
- 『海をわたる手紙 ノンフィクションの「身の内」』ドウス昌代共著 岩波書店 2017

## ドキュメンタリー
- 教育テレビスペシャル「イワンの国のものがたり 澤地久枝・北御門二郎との対話」（1992年、NHK教育）[16]
- ETV特集「ミッドウェー海戦 3418人の命を悼む」（2023年6月、NHK Eテレ）
  - 第一部「命の重さ」2023年6月10日[17]
  - 第二部「残された者たちの戦後」2023年6月17日[18]